# 普伦
普伦（德語：Plön，發音：[ˈpløːn] ⓘ）是德国石勒苏益格-荷尔斯泰因州普伦县的城市，也是普伦县的县治，面积36.76平方千米，2023年12月31日人口为8,919人。